# Berg (commune d'Åtvidaberg)
Pour les articles homonymes, voir Berg.
Berg est une localité de Suède dans la commune d'Åtvidaberg située dans le comté d'Östergötland.
Sa population était de 305 habitants en 2019.